# هیماتناگر
هیماتناگر (به انگلیسی: Himatnagar) یک منطقهٔ مسکونی در هند است که در Himatnagar Taluka واقع شده‌است. هیماتناگر ۱۸۱٬۱۳۷ نفر جمعیت دارد و ۱۲۷ متر بالاتر از سطح دریا واقع شده‌است.